# 聖瑪麗區 (安地卡及巴布達)
聖瑪麗是安地卡及巴布達安地卡島的行政區，位於該島西南端，與聖約翰、聖保羅等相鄰。

## 地理
該區首府為博蘭斯。
其他聚居地包括Ebenezer、詹寧斯、Blubber Valley、Yorks、Seaforths、Sawcolts、Cedar Hall、Bishops、Cades Bay、Claremont、Glebe、Orange Valley Mill、New Division、John Hughes、Urlings、舊羅德、Crabs Hill和Johnsons Point。